# Saison 1999 von Super 12
Die Saison 1999 war die vierte Ausgabe von Super 12, einem Rugby-Union-Wettbewerb mit zwölf Franchise-Mannschaften aus Australien, Neuseeland und Südafrika.
Es wurden insgesamt 69 Spiele ausgetragen, wobei jede Mannschaft eine Round Robin gegen die elf anderen Mannschaften austrug. Es folgten zwei Halbfinalspiele und schließlich das Finale. Meister wurden zum zweiten Mal die Crusaders aus der neuseeländischen Stadt Christchurch.

## Ergebnisse

### Tabelle
M = Amtierender Meister
|     | Team                     | Spiele | Siege | Unent. | Ndlg. | Spiel- punkte | Diff. | Bonus- punkte | Tabellen- punkte |
| --- | ------------------------ | ------ | ----- | ------ | ----- | ------------- | ----- | ------------- | ---------------- |
| 01. | Queensland Reds          | 11     | 8     | 1      | 2     | 233:170       | + 63  | 2             | 36               |
| 02. | Stormers                 | 11     | 8     | 0      | 3     | 290:244       | + 46  | 4             | 36               |
| 03. | Otago Highlanders        | 11     | 8     | 0      | 3     | 280:203       | + 77  | 3             | 35               |
| 04. | Canterbury Crusaders (M) | 11     | 7     | 1      | 3     | 324:262       | + 62  | 3             | 33               |
| 05. | ACT Brumbies             | 11     | 5     | 0      | 6     | 278:195       | + 83  | 8             | 28               |
| 06. | Chiefs                   | 11     | 5     | 0      | 6     | 248:301       | − 53  | 6             | 26               |
| 07. | Sharks                   | 11     | 5     | 1      | 5     | 241:232       | + 9   | 3             | 25               |
| 08. | NSW Waratahs             | 11     | 4     | 1      | 6     | 246:248       | − 2   | 6             | 24               |
| 09. | Auckland Blues           | 11     | 4     | 1      | 6     | 202:201       | + 1   | 5             | 23               |
| 10. | Wellington Hurricanes    | 11     | 4     | 1      | 6     | 213:226       | − 13  | 4             | 22               |
| 11. | Cats                     | 11     | 4     | 0      | 6     | 312:341       | − 29  | 6             | 22               |
| 12. | Northern Bulls           | 11     | 1     | 0      | 10    | 203:447       | − 244 | 3             | 7                |

Die Punkte werden wie folgt verteilt:
- 4 Punkte bei einem Sieg
- 2 Punkte bei einem Unentschieden
- 0 Punkte bei einer Niederlage (vor möglichen Bonuspunkten)
- 1 Bonuspunkt für vier oder mehr Versuche, unabhängig vom Endstand
- 1 Bonuspunkt bei einer Niederlage mit weniger als sieben Punkten Unterschied

### Halbfinale
| 22. Mai 1999 | Queensland Reds                                                  | 22 : 28        | Crusaders                                                                                      | Ballymore Stadium, Brisbane Schiedsrichter: André Watson (Südafrika) |
| 22. Mai 1999 | Versuche: Horan Erhöhungen: Spooner (1) Straftritte: Spooner (5) | (6:15) Bericht | Versuche: Feek, MacDonald, Ralph, Robertson Erhöhungen: Mehrtens (1) Straftritte: Mehrtens (2) | Ballymore Stadium, Brisbane Schiedsrichter: André Watson (Südafrika) |

| 23. Mai 1999 | Stormers                                                                            | 18 : 33         | Highlanders                                                                            | Newlands Stadium, Kapstadt Schiedsrichter: Peter Marshall (Australien) |
| 23. Mai 1999 | Versuche: Marais, Paulse Erhöhungen: van Straaten (1) Straftritte: van Straaten (2) | (18:22) Bericht | Versuche: Lima, Kelleher, Randell, Ropati Erhöhungen: Brown (2) Straftritte: Brown (3) | Newlands Stadium, Kapstadt Schiedsrichter: Peter Marshall (Australien) |

### Finale
| 30. Mai 1999 | Highlanders                                                      | 19 : 24        | Crusaders                                                                                            | Carisbrook, Dunedin Schiedsrichter: André Watson (Südafrika) |
| 30. Mai 1999 | Versuche: Lima, Maka Straftritte: Brown (2) Dropgoals: Laney (1) | (14:9) Bericht | Versuche: Gibson, So’oalo Erhöhungen: Mehrtens (1) Straftritte: Mehrtens (3) Dropgoals: Mehrtens (1) | Carisbrook, Dunedin Schiedsrichter: André Watson (Südafrika) |

| 15                 | Jeff Wilson       |
| 14                 | Brendan Laney     |
| 13                 | Romi Ropati       |
| 12                 | Pita Alatini      |
| 11                 | Brian Lima        |
| 10                 | Tony Brown        |
| 09                 | Byron Kelleher    |
| 08                 | Isitolo Maka      |
| 07                 | Josh Kronfeld     |
| 06                 | Taine Randell (c) |
| 05                 | John Blaikie      |
| 04                 | Brendon Timmins   |
| 03                 | Kees Meeuws       |
| 02                 | Anton Oliver      |
| 01                 | Carl Hoeft        |
| Auswechselspieler: |                   |
| 16                 | Matt Carrington   |
| 17                 | Simon Culhane     |
| 18                 | Brett McCormack   |
| 19                 | Kelvin Middleton  |
| 20                 | Simon Maling      |
| 21                 | Joe McDonnell     |
| 22                 | Eugene Morgan     |

| 15                 | Leon MacDonald      |
| 14                 | Afato So’oalo       |
| 13                 | Norm Berryman       |
| 12                 | Daryl Gibson        |
| 11                 | Caleb Ralph         |
| 10                 | Andrew Mehrtens     |
| 09                 | Justin Marshall     |
| 08                 | Steve Surridge      |
| 07                 | Angus Gardiner      |
| 06                 | Reuben Thorne       |
| 05                 | Norm Maxwell        |
| 04                 | Todd Blackadder (c) |
| 03                 | Greg Somerville     |
| 02                 | Mark Hammett        |
| 01                 | Greg Feek           |
| Auswechselspieler: |                     |
| 16                 | Daryl Lilley        |
| 17                 | Nathan Mauger       |
| 18                 | Aaron Flynn         |
| 19                 | Scott Robertson     |
| 20                 | Steve Lancaster     |
| 21                 | Con Barrell         |
| 22                 | Matt Sexton         |

## Statistik

### Meiste erzielte Versuche
|    | Spieler       | Team                 | Versuche |
| -- | ------------- | -------------------- | -------- |
| 1. | Joe Roff      | ACT Brumbies         | 8        |
| 1. | Afato So’oalo | Canterbury Crusaders | 8        |
| 1. | Conrad Stoltz | Sharks               | 8        |

### Meiste erzielte Punkte
|    | Spieler            | Team                 | Punkte |
| -- | ------------------ | -------------------- | ------ |
| 1. | Andrew Mehrtens    | Canterbury Crusaders | 192    |
| 2. | Braam van Straaten | Northern Bulls       | 152    |
| 3. | Nathan Spooner     | Queensland Reds      | 150    |
| 4. | Adrian Cashmore    | Auckland Blues       | 118    |
| 5. | Tony Brown         | Otago Highlanders    | 108    |